# Gabriel Miller
Gabriel Nogueira Pereira Rocha Miller (Araçatuba, 31 de janeiro de 2010) é um ator brasileiro.[carece de fontes?] Ficou conhecido por participar do remake da novela infantojuvenil Carinha de Anjo em 2016, interpretando o personagem Emílio.

## Biografia
Gabriel Miller é filho de Danithieli Miller e Fernando Miller. Nascido em Araçatuba, se mudou com a família para a capital paulista em 2016 para estrear como ator na novela Carinha de Anjo, onde conquistou o público ao interpretar o pequeno e levado Emílio no folhetim infantil do SBT (2016-2018). Após a novela, Gabriel percorreu os teatros das principais capitais do país com o musical Carinha de Anjo - o Show. Em seguida, mais um personagem ganhou destaque em sua carreira, na série Z4, produção do SBT em parceria com a Disney Channel, onde interpretou o Mahavishnu Muller (2018). Em 2019, também na televisão, Gabriel deu vida ao alegre Mig em Bugados, primeira sitcom infantil brasileira, no ar diariamente no Gloob, canal fechado da Globo, onde permaneceu até 2022.
Após 7 anos, é recontratado pelo SBT, para fazer a telenovela A Infância de Romeu e Julieta, intepretando o personagem Muke.

## Filmografia

### Televisão
| Ano       | Título                        | Personagem               | Ref.         |
| --------- | ----------------------------- | ------------------------ | ------------ |
| 2016–2018 | Carinha de Anjo               | Emílio Almeida           | [ 3 ] [ 4 ]  |
| 2018      | Z4                            | Mahavishnu Muller (Maha) | [ 6 ] [ 7 ]  |
| 2019–2023 | Bugados                       | Miguel Marques (Mig)     | [ 7 ] [ 8 ]  |
| 2023–2024 | A Infância de Romeu e Julieta | Muke                     | [ 9 ] [ 10 ] |

### Internet
| Ano           | Título         | Cargo/Papel  | Plataforma | Ref.   |
| ------------- | -------------- | ------------ | ---------- | ------ |
| 2017–presente | Gabriel Miller | Apresentador | YouTube    |        |
| 2018–2020     | Garota Errada  | Ele mesmo    | YouTube    | [ 11 ] |

## Teatro
| Ano       | Título                   | Personagem     | Ref.  |
| --------- | ------------------------ | -------------- | ----- |
| 2018–2019 | Carinha de Anjo - o Show | Emílio Almeida | [ 5 ] |